# Império de Trebizonda
O Império de Trebizonda (em grego: Βασίλειον τῆς Τραπεζοῦντος) foi um império criado ainda antes da tomada de Constantinopla pela Quarta Cruzada. Esse império, que  durou de 1204 a 1461, era independente do Império Bizantino, apesar de ter alguns imperadores em comum. Sua capital era a cidade de Trebizonda, na atual Turquia.

## História
Após a derrota e posterior assassinato do imperador bizantino, Andrônico I, da dinastia Comneno, dois de seus netos, Aleixo e David, foram levados à corte da Geórgia, com cuja rainha, Tamara (1184-1212), tinham laços de parentesco. Apoiados pelo exército de Thamar, eles conquistaram  Trebizonda, em abril de 1204. Em seguida, David ocupou as cidades de Sinope, na Paflagônia, e Heracleia Pôntica. Mas suas conquistas foram detidas por Teodoro I Láscaris (r. 1204–1222), imperador de Niceia.
Por seu turno, Aleixo proclamou-se imperador, reclamando seu direito ao trono de Constantinopla, e instalando sua capital (que ele pretendia fosse provisória) em Trebizonda, de onde controlava a costa sul do mar Negro, entre Soteriópolis e Sinope, incluindo as modernas províncias turcas de Sinop, Ordu, Giresun, Trabzon, Bayburt, Gümüşhane, Rize e Artvin. 
Durante o século XIII, Trebizonda dominou a península da Crimeia, incluindo Quersoneso e Querche. Mas em 1214, diante da investida dos Turcos seljúcidas, tornou-se vassalo do Sultanato de Rum.

Durante todo o resto de sua história, o Império de Trebizonda permaneceu isolado dos outros estados gregos pelo Sultanato de Rum, ficando circunscrito à costa sudeste do mar Negro. Quando a Pérsia foi conquistada pelos Mongóis, ele se converteu em passagem obrigatória da Rota da Seda, alcançando grande prosperidade econômica, sobretudo no reinado de Aleixo II (1297-1330). Mas com o declínio do Império Mongol, o império entrou em decadência, terminando por ser conquistado pelos Turcos Otomanos.

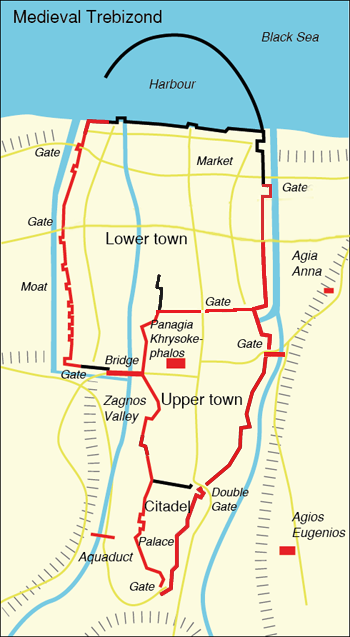
Cidade de Trebizonda medieval

## Dinastia Mega Comneno
- Aleixo I Megas Comneno 1204-1222
- Andrónico I Gido 1222-1235
- João I Axuco 1235-1238
- Manuel I 1238-1263
- Andrónico II 1263-1266
- Jorge 1266-1280
- João II 1280-1284, 1ª vez
- Teodora Comnena 1284-1285
- João II 1285-1297, 2ª vez
- Aleixo II 1297-1330
- Andrónico III 1330-1332
- Manuel II 1332
- Basílio 1332-1340
- Irene Paleóloga 1340-1341
- Ana Comnena 1341, 1ª vez
- Miguel 1341, 1ª vez
- Ana Comnena 1341-1342, 2ª vez
- João III 1342-1344
- Miguel 1344-1349, 2ª vez
- Aleixo III 1349-1390
- Manuel III 1390-1416
- Aleixo IV 1416-1429
- João IV 1429-1459
- Davi 1459-1461